# 甘油-3-磷酸
甘油-3-磷酸是甘油磷酸的同分异构体之一，为甘油磷脂的组成部分，亦是合成甘油三酸酯的原料。生物合成甘油-3-磷酸的方法有两种：一种是在甘油-3-磷酸脱氢酶的作用下，以NADH还原二羟丙酮磷酸或3-磷酸甘油醛得到；其二是在甘油激酶的作用下，以ATP磷酸化甘油得到。